# 2085 Henan
2085 Henan (1965 YA) là một tiểu hành tinh vành đai chính được phát hiện ngày 20 tháng 12 năm 1965 bởi Đài thiên văn Tử Kim Sơn ở Nanking.